# Morane-Saulnier AC
O Morane-Saulnier AC, também conhecido como Morane-Saulnier Tipo AC ou ainda MoS 23, foi um avião de caça francês da década de 1910.

## Desenvolvimento
O Tipo AC foi concebido em meados de 1916, sendo derivado do Tipo N através do "Tipo U" não construído. O Tipo AC diferia das aeronaves Morane-Saulnier monoposto anteriores, pois tinha ailerons para controle lateral em vez de deformação da asa, devido a sua asa rígida, com uma treliça de tubos de aço suportando as asas por baixo. Ele apareceu no outono daquele ano e foi considerado aerodinamicamente "limpo".

## Histórico operacional
O primeiro vôo do Tipo AC não foi registrado, mas supõe-se que foi no final do verão de 1916. Após os testes iniciais, trinta aeronaves foram encomendadas para a "Armée de l'Air". Apesar de design avançado e bom desempenho, o Tipo AC foi considerado inferior ao SPAD S.VII e por isso não foi adotado em quantidade. Dois exemplares foram fornecidos ao "Royal Flying Corps" para avaliação.

## Operadores

### Militares
França
- Armée de l'Air

 Reino Unido
- Royal Flying Corps

## Especificações (Tipo AC)
Dados de: War Planes of the First World War:Volume Five Fighters
Descrições gerais
- Tripulação: 1 piloto
- Comprimento: 7,05 m (23 ft)
- Envergadura: 9,80 m (32 ft)
- Altura: 2,73 m (9,0 ft)
- Área alar: 15,00 m² (161 ft²)
- Peso vazio: 435 kg (959 lb)
- Peso bruto (carregado): 658 kg (1 450 lb)

Motorização
- Número de motores: 1x
- Tipo do motor: Le Rhône 9J ou Le Rhône 9Jb giratório de 9 cilindros a pistão refrigerado a ar.
- Potência por motor: 110 hp (82,0 kW)
- Descrição do propulsor/hélice: Hélice de madeira de passo fixo de 2 pás

Performance
- Velocidade máxima: 178 km/h (111 mph)
- Autonomia: 2:30 hs
- Razão de subida: 5.6[3] m/s
- Tecto de serviço: 5 600 m (18 400 ft)

Armamentos
- Metralhadoras/canhões: 1 metralhadoras Vickers de .303" (7,7 mm)